# Team Sonic Racing
Team Sonic Racing (チームソニックレーシング?, Chīmu Sonikku Rēshingu) è un videogioco di corse sviluppato da Sumo Digital (versione console e Windows) e da Hardlight (versione Apple Arcade) della serie Sonic the Hedgehog. Il gioco è stato pubblicato globalmente da SEGA per le piattaforme PlayStation 4, Xbox One, Nintendo Switch e Microsoft Windows il 21 maggio 2019, e il 19 settembre 2019 per iOS, tvOS e MacOS (tramite il servizio Apple Arcade) sotto il nome di Sonic Racing.

## Trama
Gareggiando con le loro auto in gare organizzate dal misterioso Dodon Pa, Sonic e i suoi amici dovranno svelare cosa si cela in realtà dietro a tutta la competizione su quattro ruote, ovvero l'ennesimo piano del Dr. Eggman.

## Modalità di gioco
Il gioco è un simulatore di guida con visuale in terza persona posteriore, il terzo della serie dopo Sonic & Sega All-Stars Racing e Sonic & All-Stars Racing Transformed, giocabile sia in singolo che multigiocatore. A differenza dei predecessori, Team Sonic Racing presenta la selezione di squadre composte da tre personaggi l'una e si distingue principalmente per la necessità di usare contemporaneamente più meccaniche di gioco al fine di fare più punti possibili con tutti i membri del team in uso.
Ogni squadra ha un tipo di auto per ciascun personaggio: Velocità respinge avversari e attacchi di razzi e aquile quando si ha alti livelli di derapata, Tecnica è la migliore in curva e non rallenta fuori pista, Potenza urta facilmente gli avversari e sfonda gli ostacoli senza rallentare. Ogni personaggio ha un veicolo nuovo, eccezion fatta per Sonic, Knuckles e Amy, che mantengono gli stessi dei due titoli di guida precedenti. Di seguito le squadre e i suoi membri:
| Team        | Personaggi  | Veicoli             | Tipo di auto |
| ----------- | ----------- | ------------------- | ------------ |
| Team Sonic  | Sonic       | Scheggia Stellare   | Velocità     |
| Team Sonic  | Tails       | Whirlwind Sport     | Tecnica      |
| Team Sonic  | Knuckles    | Spaccaterra         | Potenza      |
| Team Rose   | Amy         | Rosa Decappottabile | Velocità     |
| Team Rose   | Chao        | Chao Pod            | Tecnica      |
| Team Rose   | Big         | Frog Cruiser        | Potenza      |
| Team Vector | Vector      | Beat Monster        | Potenza      |
| Team Vector | Blaze       | Royal Chariot       | Velocità     |
| Team Vector | Silver      | Lightron            | Tecnica      |
| Team Dark   | Shadow      | Dark Reaper         | Velocità     |
| Team Dark   | Rouge       | Lip Spyder          | Tecnica      |
| Team Dark   | Omega       | Cross Dozer         | Potenza      |
| Team Eggman | Eggman      | Egg Booster         | Tecnica      |
| Team Eggman | Metal Sonic | Formula M           | Velocità     |
| Team Eggman | Zavok       | Road Dragoon        | Potenza      |

Le "scatole oggetto" contengono Wisp che offrono potenziamenti da usare con il proprio pilota e condivisibili con i compagni di squadra. L'Invulnerabilità è l'unico potenziamento a non essere fornito da un Wisp.
| Nome del Wisp | Abilità speciale |
| ------------- | --- |
| Razzo         | Lancia un razzo che rimbalza sui muri e si può cavalcare                                                                                          |
| Aquila        | Insegue l'avversario e lo attacca come il guscio rosso nei Mario Kart                                                                             |
| Turbo         | Permette di usare un turbo acceleratore |
| Trivella      | Trasforma il veicolo in una trivella rendendola invulnerabile e travolge chiunque lo tocchi                                                       |
| Aculei        | Crea uno "scudo spinoso" attorno al veicolo e fa sbandare chiunque lo tocchi                                                                      |
| Fulmine       | Scatena una tempesta di fulmini senza però rimpicciolire gli avversari                                                                            |
| Sisma         | Insegue il pilota in testa generando colonne di pietra dal terreno                                                                                |
| Laser         | Rallenta gli avversari con un laser, sbandano se rimangono colpiti a lungo                                                                        |
| Fiamma        | Crea una scia di fuoco dietro al proprio veicolo che blocca gli avversari                                                                         |
| Voragine      | Rallenta gli avversari assimilando Ring e scatole oggetto                                                                                         |
| Bomba         | Rimbalza e innesca una grande esplosione come le Bob-ombe di Super Mario                                                                          |
| Cubo          | Funge da scudo se usato al momento giusto e ostacola gli avversari                                                                                |
| Spettro       | Rende il proprio veicolo incorporeo e ruba lo Wisp all'avversario più vicino come il Boo-hoo di Mario Kart DS. Riappare in Sonic Colours Ultimate |
| Nota          | Distrae gli avversari a ritmo di musica rallentandoli                                                                                             |

### Tracciati
| Zona           | Tracciato 1   | Tracciato 2     | Tracciato 3       |
| -------------- | ------------- | --------------- | ----------------- |
| Planet Wisp    | Wisp Circuit  | Mother's Canyon | Doctor's Mine     |
| Seaside Hill   | Ocean View    | Lost Palace     | Whale Lagoon      |
| Glacierland    | Ice Mountain  | Frozen Junkyard | Hidden Volcano    |
| Casino Park    | Roulette Road | Bingo Party     | Pinball Highway   |
| Rooftop Run    | Market Street | Sky Road        | Haunted Castle    |
| Sandopolis     | Sand Road     | Boo's House     | Clockwork Pyramid |
| Final Fortress | Thunder Deck  | Turbine Loop    | Dark Arsenal      |

## Doppiaggio
| Personaggio          | Doppiatore giapponese | Doppiatore americano   | Doppiatore italiano  |
| -------------------- | --------------------- | ---------------------- | -------------------- |
| Sonic the Hedgehog   | Jun'ichi Kanemaru     | Roger Craig Smith      | Renato Novara        |
| Miles "Tails" Prower | Ryō Hirohashi         | Colleen O'Shaughnessey | Benedetta Ponticelli |
| Knuckles the Echidna | Nobutoshi Canna       | Dave B. Mitchell       | Maurizio Merluzzo    |
| Amy Rose             | Taeko Kawata          | Cindy Robinson         | Serena Clerici       |
| Omochao              | Etsuko Kozakura       | Erica Lindbeck         | Sabrina Bonfitto     |
| Big the Cat          | Takashi Nagasako      | Kyle Hebert            | Andrea De Nisco      |
| Blaze the Cat        | Nao Takamori          | Erica Lindbeck         | Tania De Domenico    |
| Silver the Hedgehog  | Daisuke Ono           | Bryce Papenbrook       | Davide Albano        |
| Vector the Crocodile | Kenta Miyake          | Keith Silverstein      | Diego Sabre          |
| Shadow the Hedgehog  | Kōji Yusa             | Kirk Thornton          | Claudio Moneta       |
| Rouge the Bat        | Rumi Ochiai           | Karen Strassman        | Jasmine Laurenti     |
| E-123 Omega          | Taiten Kusunoki       | Aaron LaPlante         | Marco Pagani         |
| Dr. Eggman           | Kotaro Nakamura       | Mike Pollock           | Aldo Stella          |
| Zavok                | Jōji Nakata           | Patrick Seitz          | Gianni Gaude         |
| Orbot                | Mitsuo Iwata          | Kirk Thornton          | Massimo Di Benedetto |
| Cubot                | Wataru Takagi         | Wally Wingert          | Luca Sandri          |
| Dodon Pa             | Katsuhisa Hōki        | Kyle Hebert            | Antonio Paiola       |
| Annunciatore         | Fumihiko Tachiki      | Roger Craig Smith      | Marco Balbi          |

## Accoglienza
| Testata                              | Versione | Giudizio |
| ------------------------------------ | -------- | -------- |
| Metacritic (media al 21 maggio 2019) | PS4      | 72/100   |
| Metacritic (media al 21 maggio 2019) | XONE     | 73/100   |
| Metacritic (media al 21 maggio 2019) | NSW      | 71/100   |
| Attack of the Fanboy                 | PS4      | [ 7 ]    |
| IGN.it                               | NSW      | 7.9/10   |
| TouchArcade                          | NSW      | 4/5      |

Il titolo ha avuto recensioni generalmente miste-positive dalla critica. Secondo un report divulgato per errore da Sega, a giugno 2025 il gioco ha venduto 3,5 milioni di copie.

## Sequel
Durante il The Game Awards 2024, è stato annunciato Sonic Racing: CrossWorlds. Il nuovo gioco kart del franchise sarà stavolta sviluppato internamente dal Sonic Team e uscirà il 25 settembre 2025